# Chloropsis media
Verdinho-de-samatra ou verdim-de-testa-amarela (Chloropsis media) é uma espécie de ave da família Chloropseidae.
É endémica da Indonésia.
Os seus habitats naturais são: florestas subtropicais ou tropicais húmidas de baixa altitude.